# Congresso del Togoland
Il Congresso del Togoland (in inglese Togoland Congress, abbreviato con TCP) era un partito politico creato nel 1951 per fare propaganda per l'unificazione del popolo ewe presente nel Togoland britannico e francese in un unico stato ewe. Il partito uscì sconfitto nel referendum tenuto nel maggio 1956 nel Togoland britannico, il cui esito risultò favorevole all'unificazione di tale territorio alla Costa d'Oro. Il Congresso del Togoland ottenne due seggi alle elezioni in Costa d'Oro del luglio 1956, ma non sopravvisse a lungo in seguito.